# Greeneville (Tennessee)
Greeneville település az Amerikai Egyesült Államok Tennessee államában, Greene megyében, melynek megyeszékhelye is. Lakosainak száma 15 479 fő (2020. április 1.).

## Népesség
A település népességének változása:

| 2010 | 15 062 |
| 2020 | 15 479 |